# 1968 في السودان
فيما يلي الأحداث التي وقعت خلال عام 1968 في السودان.

## طب
18 يوليو مباشرة المجلس الطبي لأعماله.

## فن
26 ديسمبر، 30 ديسمبر، أم كلثوم في حفلتيها على مسرحي «أم درمان» و «الخرطوم».

## تأسيسات
ديسمبر بداية تأسيس مسجد جامعة الخرطوم.

## سياسة
- محكمة ردة الأستاذ محمود محمد طه[3]